# UCI Oceania Tour 2025
Navigation
Édition précédente Édition suivante
L'UCI Oceania Tour 2025 est la 21e édition de l'UCI Oceania Tour, l'un des cinq circuits continentaux de cyclisme de l'Union cycliste internationale. Il est composé de deux compétitions organisées du 30 janvier au 19 octobre 2025 en Océanie.

## Équipes
Les équipes qui peuvent participer aux différentes courses dépendent de la catégorie de l'épreuve. Par exemple, les UCI WorldTeams ne peuvent participer qu'aux courses .1 et leur nombre par épreuves est limité.
| Catégorie | Catégorie               | Équipes                                                                                 |
| --------- | ----------------------- | --------------------------------------------------------------------------------------- |
| .1        | 1.1 (Course d'un jour)  | * UCI WorldTeam (max 50 %) * UCI ProTeam * Équipe continentale * Sélection nationale    |
| .1        | 2.1 (Course par étapes) | * UCI WorldTeam (max 50 %) * UCI ProTeam * Équipe continentale * Sélection nationale    |
| .2        | 1.2 (Course d'un jour)  | * UCI ProTeam * Équipe continentale * Sélection nationale * Équipe régionale et de club |
| .2        | 2.2 (Course par étapes) | * UCI ProTeam * Équipe continentale * Sélection nationale * Équipe régionale et de club |

## Calendrier des épreuves

### Janvier
| Date | Course             | Pays      | Classe | Vainqueur            | Équipe        |
| ---- | ------------------ | --------- | ------ | -------------------- | ------------- |
| 30   | Surf Coast Classic | Australie | 1.1    | Tobias Lund Andresen | Picnic PostNL |

### Octobre
| Date  | Course                 | Pays             | Classe | Vainqueur | Équipe |
| ----- | ---------------------- | ---------------- | ------ | --------- | ------ |
| 18-19 | Gravel and Tar Classic | Nouvelle-Zélande | 2.2    |           |        |